# Lakshmi Pura, Shimoga
Lakshmi Pura là một làng thuộc tehsil Shimoga, huyện Shimoga, bang Karnataka, Ấn Độ.